# Peter Burling
Peter Burling, MNZM (* 1. Januar 1991 in Tauranga) ist ein neuseeländischer Segler.

## Erfolge
Peter Burling nahm an drei Olympischen Spielen teil. 2008 startete er in Peking gemeinsam mit Carl Evans in der 470er Jolle und beendete den Wettkampf auf dem elften Platz. Vier Jahre darauf ging er mit Blair Tuke in der 49er Jolle an den Start. Burling und Tuke beendeten die Regatta hinter der australischen und vor der dänischen Crew auf dem zweiten Platz, womit die beiden die Silbermedaille gewannen. Bei den Olympischen Spielen 2016 in Rio de Janeiro gelang es ihm mit Blair Tuke, das Ergebnis der Spiele 2012 noch zu übertreffen. Mit größerem Vorsprung wurden sie dieses Mal vor den Australiern Nathan Outteridge und Iain Jensen Erster und erhielten als Olympiasieger die Goldmedaille. Bei der Eröffnungsfeier der Spiele war er mit Tuke Fahnenträger der neuseeländischen Delegation. Bei den 2021 ausgetragenen Olympischen Spielen 2020 in Tokio gewannen Burling und Tuke in der 49er-Klasse wie schon 2012 die Silbermedaille.
Bei Weltmeisterschaften gewann er gemeinsam mit Blair Tuke zwischen 2013 und 2020 sechsmal den Titel mit der 49er Jolle. 2011 und 2012 hatten die beiden jeweils den zweiten Platz belegt. Mit dem Team New Zealand gewann er 2017, 2021 und 2024 den America’s Cup. Er fungierte dabei jeweils als Steuermann der neuseeländischen Crew.
2015 zeichnete der Weltverband World Sailing Burling und Tuke als Weltsegler des Jahres aus. 2017 wurde Burling erneut als solcher ausgezeichnet, diesmal aber alleine. Ende 2016 wurde er, wie auch Tuke, für seinen Olympiaerfolg zum Member des New Zealand Order of Merit ernannt.